# Dicrotophos
Dicrotophos ist eine chemische Verbindung aus der Gruppe der Carbonsäureamide und Phosphorsäureester, die als Insektizid eingesetzt wird.

## Eigenschaften
Dicrotophos in technischer Form ist eine gelb-braune Flüssigkeit mit mild esterartigem Geruch, die mehr als 85 % Dicrotophos enthält. Ab einer Temperatur von 25 – 30 °C beginnt es sich zu zersetzen.

## Verwendung
Das 1956 eingeführte Dicrotophos wird wie sein Metabolit Monocrotophos als Insektizid eingesetzt. Sein (E)-Isomer wirkt stärker als das (Z)-Isomer als Cholinesterase-Hemmer, weshalb der Großteil des industriellen hergestellten Dicrotophos aus dem (E)-Isomer besteht.

## Zulassung
Dicrotophos ist nicht in die Liste der in Europa zugelassenen Pflanzenschutzmittel-Wirkstoffe aufgenommen worden. Es besteht folglich keine Zulassung eines dicrotophoshaltigen Pflanzenschutzmittels in Deutschland und Österreich, auch in der Schweiz ist kein derartiges Produkt zugelassen.

## Sicherheitshinweise
Dicrotophos ist hochgiftig, vor allem auch für Bienen und Vögel.